# GM1 (gangliozid)
GM1 (monozialotetraheksozilgangliozid) je prototipni gangliozid. On je član ganglio serije gangliozida koja sadrži jedan ostatak sijalinske kiseline. GM1 ima važna fiziološka svojstava i utiče na neuronsku plastičnost i mehanizam popravke, kao i na otpuštanje neurotrofina u mozgu. Osim njegove funkcije u moždanoj fiziologiji, GM1 je mesto vezivanja kolerinog toksina i  toplotno nestabilnog enterotoksina (uzročnika dijareje putnika).
Antitela za GM1 su prisutna u povišenoj koncentraciji kod obolelih od Gijen-Bareovog sindroma, demencije i lupusa, mada njihova funkcija nije jasna. Postoji evidencija koja sugeriše da su ta antitela povezana sa dijarejom kod Gijen-Bareovog sindroma.

## Dodatne slike
- Sfingolipidoze
- Strukture GM1, GM2, GM3 gangliozida